# Monte Porrara
Il monte Porrara (2137 m s.l.m.) è una montagna dell'Appennino abruzzese, posta tra la bassa provincia dell'Aquila e la provincia di Chieti, naturale proseguimento geomorfologico a sud della Maiella, compresa nel parco nazionale della Maiella.

## Descrizione

### Geografia

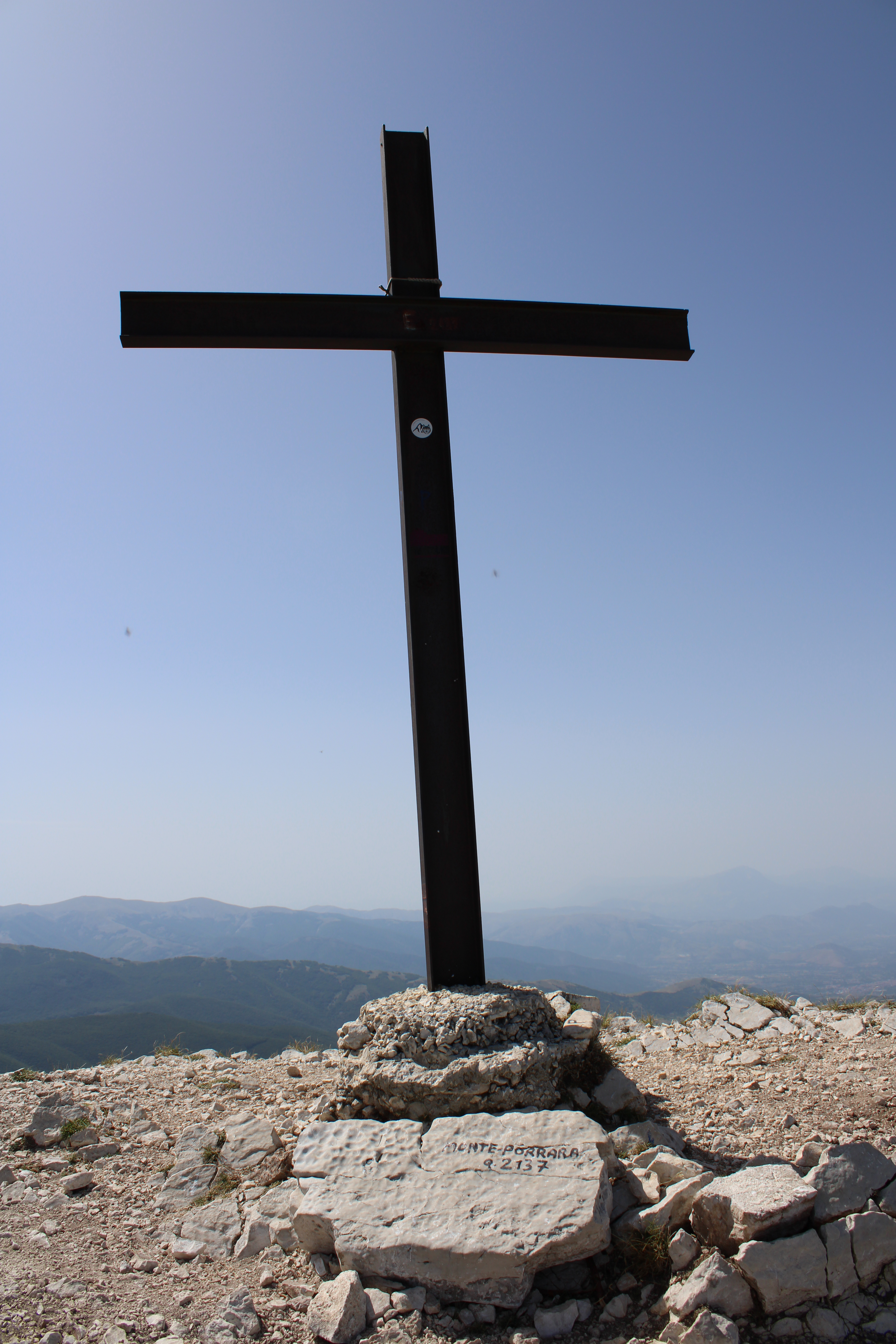
Croce presente sulla vetta del monte Porrara

La sua cresta si sviluppa per 9 km, con andamento nord-sud dal guado di Coccia (1674 m), il valico che lo unisce al massiccio della Maiella, fino ai pressi del valico della Forchetta (1276 m), da cui si apre l'altopiano di Quarto Santa Chiara. Più precisamente, la sua cresta comprende, nel suo sviluppo nord-sud, nell'ordine, le seguenti cime: la cima della parete rocciosa La Paradina (1969 m), l'anticima nord del monte Porrara (1935 m), la cima Ogniquota (2100 m), il monte Pareti Rosse (2040 m), la vetta del monte Porrara (2137 m), l'anticima sud del monte Porrara (2092 m), e il monte Malvone (o Molione) (1729 m), coincidente con la piana e la serra omonime. Una parte del suo territorio ricade all'interno del perimetro della riserva naturale Quarto Santa Chiara. Amministrativamente, i due versanti del monte sono compresi nel territorio dei comuni di Palena (versante orientale) e di Campo di Giove (versante occidentale), con la sua vetta che ricade di pochi metri all'interno del territorio comunale di quest'ultimo, entrambi facenti parte del parco nazionale della Maiella. Alle sue pendici orientali nasce il fiume Aventino (sorgenti di Capo di Fiume, alimentate dalle acque che defluiscono dall'altopiano di Quarto Santa Chiara posto ad occidente), nel territorio comunale di Palena, che origina l'omonima valle che si apre a levante fino all'Adriatico, mentre alle sue pendici occidentali il piano Cerreto lo separa dal monte Pizzalto (1966 m). Inoltre dai canaloni sommitali prendono forma impluvi ad andamento rettilineo sub-paralleli che scendono verso le quote più basse dei due versanti del Porrara, raccogliendo le acque meteoriche che vi scorrono.

### Geologia
Geologicamente, il monte Porrara è caratterizzato da fenomeni carsici, con tracce di calcilutiti avana e biancastri oolitici e presenza di macro- e microfossili, come diceratidi, foraminiferi, gasteropodi ed ostracodi, antica testimonianza di quello che in tempi primitivi era un ambiente di soglia e retroscogliera nelle alture e fluvio-lacustre e torrentizio nelle falde. Il versante occidentale si è formato a seguito dell'accumulo e scivolamento morenico di un ghiacciaio sommitale, non più presente, mentre quello orientale all'azione di falde di detrito e disfacimento e al defluire di morene di nevaio, anch'esso assente. Le rocce della montagna sono calcaree e alle luci dell'alba e del tramonto generano il fenomeno dell'enrosadira, in particolare lungo il monte Pareti Rosse, compreso nella dorsale, che da esso trae il nome.

### Clima
Per via della sua posizione, la cresta del monte Porrara è caratterizzata da un clima continentale, con inverni freddi ed estati calde ma salubri. Nel periodo invernale si registrano frequenti precipitazioni di carattere nevoso, con temperature che possono raggiungere i −7 °C. Inoltre lungo i pendii della cresta si generano, in particolare durante le giornate estive, forti escursioni termiche nel passaggio dalle ore di luce alle ore di buio. Tra i venti che vi spirano, vi sono la bora e, in misura minore, lo scirocco.

### Flora e fauna
La flora e la fauna presenti sono prettamente montane e rispecchiano le specie rappresentative della riserva e più ampiamente del parco e del massiccio della Maiella stessi. Nei boschi si alternano alberi a fustaia transitoria o frutto di giovani rimboschimenti, cedui e superfici brulle, con esemplari di media età, come quelli del bosco di Coste del Fonnone, o secolari, rappresentati in maniera predominante dal faggio, a cui si intercalano sporadicamente specie di acero di Lobelius, acero di monte, acero opalo, agrifoglio, carpino bianco, carpino nero, cerro, ciavardello, frassino maggiore, orniello, salicone e tasso. Da alcuni di essi è stato ricavato in tempi recenti del legname. Nei pascoli arbustivi del versante orientale si ritrovano il biancospino, il prugnolo e la rosa canina come esemplare floreale. Tra le altre specie floreali, vi sono il barbone adriatico e il giaggiolo della Marsica, che a discapito del nome, è endemico di questa montagna. Inoltre alle basse quote vi vegeta spontaneamente il porro, che conferisce il nome al monte. Tra i funghi, vi sono l'amanita strangulata, l'amanita vaginata, la clitocibe cerussata, la collibia platifilla, il cortinario amaro, il fallo canino, la lacrimaria vellutata, il lattario del peccio, il lattario grigio, la manina cenerina, la mazza d'Ercole, la spatularia gialla, il tricholoma dal piede rosso e la vescia umbrina, che crescono nel sottobosco. La fauna presente comprende specie che abitano o frequentano le aree boscose, quali, per i grandi e i piccoli mammiferi, esemplari di capriolo, cervo nobile, cinghiale, faina, gatto selvatico, lepre, lupo appenninico, martora, orso bruno marsicano, scoiattolo e volpe, e tra gli uccelli, rapaci e non, specie di assiolo, astore, barbagianni, civetta, gufo, picchio dorsobianco, poiana e sparviero, alcuni con abitudini diurne e altri notturne.

## Storia

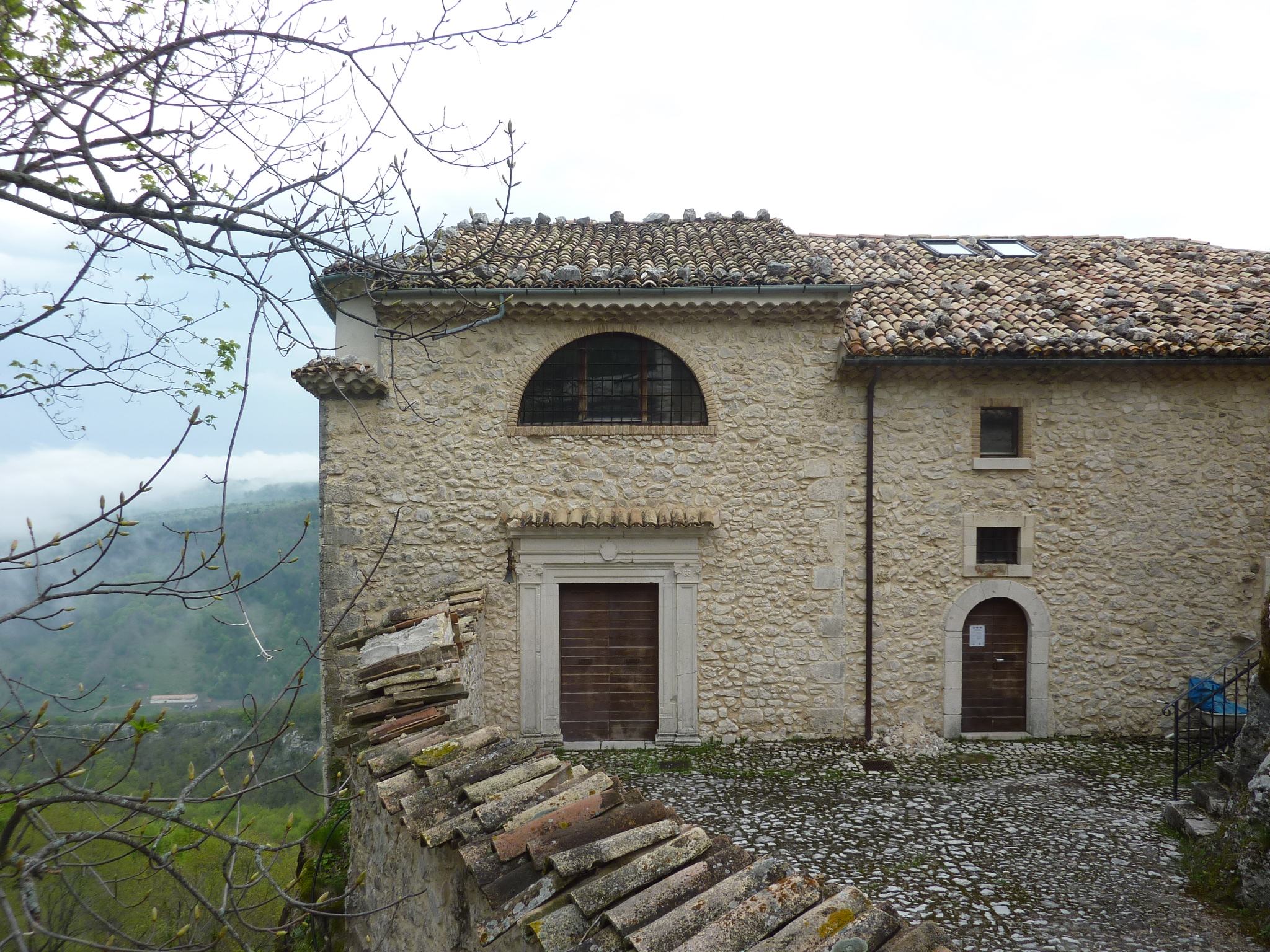
L'eremo della Madonna dell'Altare, sita nelle vicinanze della grotta Taverna, dove visse nel XIII secolo san Celestino V papa, al tempo Pietro Angelerio detto da Morrone

Il monte in epoca romana era denominato "Palleno", da cui deriva il nome del comune di Palena, col significato di "prato su un ripido pendio". La denominazione in uso, dal significato letterale di "monte dei porri", fa invece riferimento all'omonima pianta erbacea che vi cresce spontaneamente alle basse quote del versante orientale. Il monte Porrara ospitò in periodi diversi tre santi giunti in preghiera: san Falco, eremita nell'XI secolo in una caverna posta tra il monte e il restante massiccio della Maiella, san Celestino V papa, al tempo Pietro Angelerio detto da Morrone, eremita nel XIII secolo nella grotta Taverna, e san Nicolò da Forca Palena nel XIV secolo. In particolare, Pietro da Morrone, giunto da Castel di Sangro, scavò egli stesso la propria dimora, dove visse tra il 1235 e il 1238, quando si diresse a Roma per ricevere l'abito sacerdotale. Durante quest'ultimo secolo la Congregazione dei celestini vi edificò l'eremo della Madonna dell'Altare su di una roccia con questa forma, sita nelle vicinanze della grotta dove visse il loro fondatore, dimorandovi fino al 1807. Nel 1943, in piena seconda guerra mondiale, i tedeschi, data la postazione strategica del monte Porrara e la sua vicinanza alla linea Gustav, vi costruirono delle trincee, delle quali permangono i resti, e convertirono l'edificio religioso in carcere. Nel corso della sua storia e in parte ancora le sue alture venivano utilizzate per il pascolo del bestiame.

## Vie alpinistiche

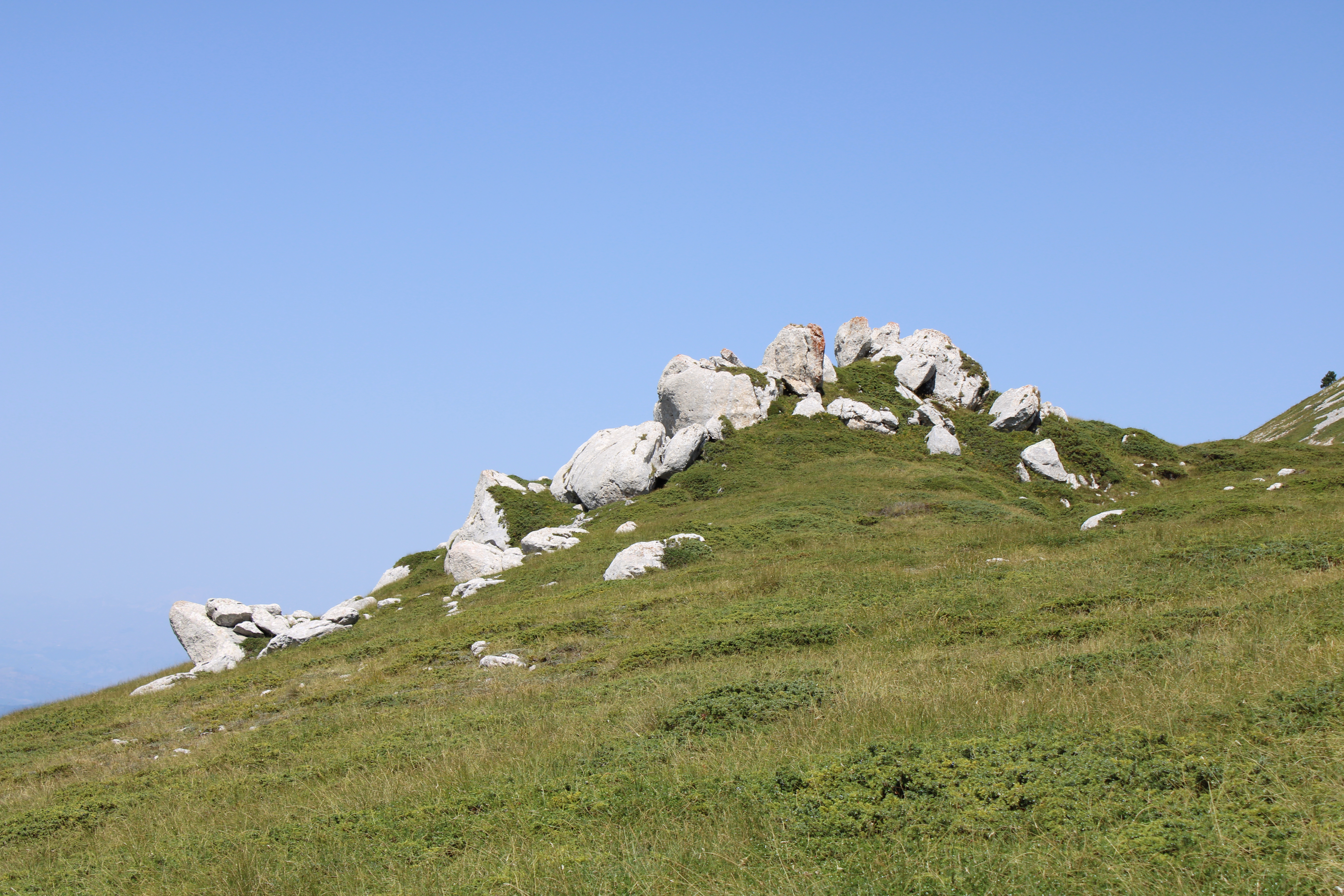
Le Logge di Pilato, punto di confluenza dei vari sentieri che attraversano il monte Porrara

Le vie alpinistiche che percorrono il monte Porrara sono costituite da alcuni sentieri che in ambito escursionistico consentono di raggiungerne la vetta: la via normale ricalca un itinerario che ne attraversa la cresta dopo aver superato le aree boscose e i pascoli sommitali e che è un ibrido tra il sentiero del parco e il sentiero Italia del CAI e si imbocca lungo la strada provinciale 12 Frentana, nelle vicinanze della stazione di Palena, mentre la via direttissima è formata da una coppia di sentieri paralleli, a tratti sovrapposti e raccordati, che originano dall'eremo della Madonna dell'Altare, presente su di una roccia a forma di altare che gli conferisce il nome, posta lungo i pendii orientali della montagna, e, dopo aver oltrepassato le zone boscose e i pascoli arbustivi, si inerpicano fino alle Logge di Pilato, terrazze naturali formate da massi di pietra che portano il nome di un personaggio del posto che ha caratterizzato tale luogo.